# Vladimer Gogoladze
 Vladimer « Lado » Omarovich Gogoladze (en russe : Владимир Гоголадзе, en géorgien : ვლადიმერ გოგოლაძე) né le 18 août 1966 à Tbilissi, est un gymnaste soviétique, de nationalité géorgienne.
Il remporte le titre olympique en 1988.